# Giuseppe Girardini
Giuseppe Girardini (Udine, 14 aprile 1856 – Tricesimo, 21 ottobre 1923) è stato un politico e avvocato italiano.

## Biografia
Figlio di Felice Girardini e di Luigia Peressini, rimase orfano del padre all'età di 6 anni. Si laureò in giurisprudenza a Roma nel 1880, fondò a Udine il Partito Radicale friulano che aveva come organo di stampa il settimanale Il Paese. Fu eletto deputato per il collegio di Udine in 7 legislature, tra il 1892 ed il 1923. Dal 18 gennaio 1919 al 23 giugno 1919 svolse l'incarico di Alto Commissario all'assistenza militare e pensioni di guerra ad interim, sotto il Governo Orlando; sotto il Governo Bonomi è stato Ministro delle colonie, dal luglio 1921 al febbraio 1922.
Fece parte della Massoneria. Quando il movimento fascista iniziò a diffondersi in Friuli, Girardini dimostrò subito verso di esso una certa simpatia ravvisandovi un possibile ripristinatore dell'ordine dopo il cosiddetto biennio rosso. Dopo la presa di potere, Mussolini dichiarò Girardini 'fascista ad honorem'. Un busto di Giuseppe Girardini, scolpito nel 1934 dallo scultore Mario Ceconi di Montececon, si trova a Udine, in piazza Patriarcato.